# Não inventado aqui
Não Inventado Aqui (NIA) é o princípio filosófico que visa evitar soluções de terceiros por causa de sua origem externa. O orgulho frequentemente leva organizações a adotar invenções imperfeitas, ignorando, boicotando ou se recusando a usar ou incorporar soluções obviamente superiores desenvolvidas por outros.

## Psicologia
As razões para se optar por não utilizar o trabalho de terceiros variam, mas podem incluir medo de infração de propriedade intelectual, dificuldades de compreender o trabalho alheio, falta de vontade em reconhecer ou valorizar o trabalho de outros (inveja), ou como parte de uma briga por território. Como um fenômeno social, esta filosofia se manifesta na forma de resistência à adoção de uma ideia ou produto porque esta se origina em uma cultura diferente, uma forma de tribalismo.

## Uso
O termo é normalmente empregado de forma pejorativa. A predisposição antônima é frequentemente chamada de "ogulhosamente feito em outro lugar" ou "Inventado Aqui".

## Em computação
Em programação, é comum referir-se à "Síndrome do Não Inventado Aqui" como uma tendência a reinventar a roda (reimplementar algo que já está disponível), baseando-se na crença de que o desenvolvimento in-house é inerentemente mais compatível, mais seguro, mais controlado, mais rápido e que incorre em menor custo (incluindo o custo de manutenção) do que o uso de soluções já existentes.
Em alguns casos, um software com a mesma funcionalidade de um já existente é reimplementado apenas para permitir o uso de uma licença de software diferente. Uma das abordagens para fazê-lo é a Cleanroom.
Racionalização em favor da NIA inclui:
- Componentes ou serviços de terceiros raramente atendem às expectativas quando alta qualidade é necessária;[4]
- Uma entidade fora de seu controle é um aprisionamento tecnológico e uma ameaça constante ao negócio proporcional às repercussões de perdê-la.[5]
- Soluções fechadas podem ser percebidas como soluções que faltam flexibilidade futura.

Estes revéses podem ser mitigados por:
- Utilizar uma solução externa como base para desenvolvimento próprio ao invés de utilizá-la as-is.
- Garantir o controle de uma entidade externa, em caso de perda do fornecedor, tal como a obtenção do código-fonte.

## Referência
1. ↑  "The Innovation Playbook: A Revolution in Business Excellence", Nicholas J. Webb, Chris Thoen, John Wiley and Sons, 2010, ISBN 0-470-63796-X,
2. ↑  The Cambridge economic history of modern Britain
3. ↑  HBS.edu P&G's New Innovation Model
4. ↑  Joel Spolsky (14 de outubro de 2001). «In Defense of Not-Invented-Here Syndrome». Joel on Software
5. ↑  «Electronic Arts plays hardball». Consultado em 29 de dezembro de 2008